# Suzanne Baker
Suzanne Dale Baker AM (* 1939) ist eine australische Journalistin und ehemalige Filmproduzentin.

## Leben
Baker kam als ältestes Kind der Journalisten Sidney John Baker (1912–1976) und Sally Baker Clinch (1913–2004) zur Welt. Die Eltern ließen sich 1950 scheiden. Baker wuchs in Sydney auf, wo sie die Sydney Girls High School besuchte. Nach Ende der Schulzeit arbeitete sie zunächst für den australischen Fernsehsender TCN-9 an Dokumentarfilmen, ging anschließend kurz zu Channel 10 und arbeitete anschließend in London (BBC, Thames TV) und New York (NBC).
Anfang der 1970er-Jahre kehrte sie nach Australien zurück und begann 1971, als Redakteurin für Look!, der Frauensparte des Sydney Morning Herald, zu arbeiten. Sie engagierte sich in dieser Zeit verstärkt in Frauenfragen und gehörte zu den Gründern der Media Women’s Action Group, die die Diskriminierung von Frauen in den Medien untersuchte. Zugleich widmete sie sich später als Produzentin Tabuthemen, so behandelte der 30-minütige Dokumentarfilm Seeing Red and Feeling Blue 1976 die Menstruation. Eine erste Filmarbeit nach ihrer Rückkehr nach Australien wurde eine Episode der Dokumentarserie Chequerboard.
Baker ging 1974 zu Film Austria und war hier bis 1984 als Produzentin tätig. Ihr größter Erfolg wurde der Oscargewinn für Leisure im Jahr 1977. Sie war damit die erste Australierin, die einen Oscar gewann, konnte ihn jedoch nicht persönlich entgegennehmen. Die Australian Film Commission, die nur einen begrenzten Etat für Flüge nach Übersee besaß, hatte im Vorfeld eine Bezahlung des Flugs nach Los Angeles abgelehnt.
Nach dem Oscargewinn produzierte Baker verschiedene Dokumentarfilmreihen, darunter eine über die Labour-Bewegung. Aufmerksamkeit erregte ihre fünfteilige Dokumentarserie The Human Face of China, für die sie 1978 fünf Monate in China drehen durfte. Dem Filmteam war es dabei als erstem internationalen Team erlaubt, bestimmte Alltagsaspekte in China filmisch zu begleiten und an Orten zu drehen, die zu der Zeit für Besucher geschlossen waren. Unter anderem widmete sich eine Folge einer Arbeiterfamilie, die unweit von Shanghai in einer neugebauten Kleinstadt lebt, sowie den Akrobaten der Shinsi Provincial Acrobatic Troupe.
Obwohl Baker auch an Langspielfilmen interessiert war, blieben ihre Vorstöße in diese Richtung ohne Ergebnisse. Im Jahr 1984 zog sie sich aus dem Filmgeschäft zurück. Nach ihrer Pensionierung begann Baker ein Geschichts-Studium an der Universität Sydney, das sie 2003 mit einem BA beendete.
Einen Teil ihrer persönlichen Papiere und Korrespondenz unter anderem aus der Zeit der Oscarverleihung, übergab Baker als Vorlass an die State Library of New South Wales.

## Filmografie (Auswahl)
- 1967: The Australian Male – A Bird’s Eye View
- 1975: Sister, If You Only Knew
- 1975: A Say in Your Community with the Australian Assistance Plan
- 1976: Leisure
- 1976: Seeing Red and Feeling Blue
- 1979: The Human Face of China (fünfteilige Dokumentarserie)
- 1979: Saturday
- 1983: The Weekly’s War
- 1984: After the Flood
- 1986: Land of Hope (TV-Serie)

## Auszeichnungen
- 1977: Oscar, Bester animierter Kurzfilm, für Leisure
- 1980: Henry-Lawson-Award für The Human Face of China[9]